# تهران انار ندارد
تهران انار ندارد فیلم مستند موزیکال بلند ایرانی اثر مسعود بخشی است، این فیلم از تاریخ ۳ تیر ۱۳۸۸ در ایران به روی پرده سینماها رفت. تهران انار ندارد با دوربین ۳۵ میلیمتری فیلمبرداری شده و با لحنی انتقادی، تحلیلی و طنزآلود به روایت حال و گذشته شهر تهران می‌پردازد، از این رو بخش‌هایی از فیلم را تصاویر آرشیوی تشکیل داده‌اند. البته به نظر می‌رسد فیلمساز برای استفاده از تصاویر آرشیوی به‌دلیل محدودیت‌های اخلاقی یا حساسیت‌های سیاسی آزادی عمل کافی نداشته‌است.
تهران انار ندارد از زمان ساخت در سال ۱۳۸۵ تا زمان اکران به‌وسیلهٔ وزارت فرهنگ و ارشاد اسلامی در محاق توقیف بود و بالاخره در سوم تیر ۱۳۸۸ اکران عمومی خود را ابتدا در ۳ سینما آغاز کرد و سپس ۲ سینمای دیگر به این مجموعه افزوده شد و تا ۱۹ تیر ۱۳۸۸ به فروشی معادل ۱۶ میلیون و ۷۳۰ هزار تومان دست یافت.
این فیلم علاوه بر کسب مهم‌ترین جوایز سینمای مستند ایران، کاندید دریافت جایزهٔ بهترین مستند سال از مرکز مستقل فیلم نیویورک بوده و در مهم‌ترین جشنواره‌های مستند آمریکای شمالی از جمله هات‌داکز (کانادا) و فول فریم (آمریکا) به نمایش درآمده‌است. تهران انار ندارد از ماه سپتامبر ۲۰۰۹ در کانادا و لهستان نیز روی پرده سینماها خواهد رفت.
همچنین این فیلم توسط کمپانی پخش‌کننده‌اش در آمریکای شمالی، به‌عنوان نخستین فیلم مستند سینمای ایران به هشتاد و دومین مراسم آکادمی هنرها و علوم سینمایی اسکار معرفی می‌شود.

## پیش از تولید
طرح اولیه فیلم در سال‌های ۷۹–۱۳۷۸ خورشیدی نوشته می‌شود، طرحی ساده دربارهٔ چند میدان مرکزی شهر که آهسته، آهسته رشد می‌کند، بعد از آن تیم تحقیق فیلم به مدت یکسال (۸۱–۱۳۸۰)کار تحقیقاتی انجام می‌دهد، در نتیجه ساختار نهایی فیلم طی ۷ سال و در طول مراحل تولید و در اتاق تدوین شکل نهایی خود را می‌گیرد.
مسعود بخشی کارگردان تهران انار ندارد، عنوان می‌کند که از آغاز بنا را بر ساخت فیلمی صریح، مستقیم، زنده، انرژیک و متفاوت از فضای جاری سینمای هنری و غیرتجاری ایران گذاشته بود. کارگردان تأکید می‌کند که مخاطبان اصلی فیلم‌اش نه مخاطبان خاص و جشنواره‌های داخلی و خارجی بلکه شهروندان شهر تهران هستند تا این ساکنان شهر بتوانند با دیدن این فیلم به شهر خودشان و مشکلاتش از بیرون نگاه کنند.

## درون‌مایه
فیلم با جمله‌ای از کتاب آثارالبلاد اثر زکریا محمد قزوینی در قرن هفتم هجری آغاز می‌شود:

تهران روستای بزرگی در حوالی شهر ری است که باغ‌ها و درختان میوه فراوان دارد. ساکنان آن در سرداب‌هایی زندگی می‌کنند که به لانهٔ مورچگان می‌ماند. میوه‌هایشان نیکو و فراوان است و به‌ویژه اناری دارند که در هیچ‌یک از شهرها نظیرش یافت نمی‌شود.
تهران انار ندارد مستندی انتقادی، سیاسی، اجتماعی و فرهنگی دربارهٔ تهران و تاریخچهٔ آن است، که در عین حال به‌واسطهٔ موزیکال و طنز بودن فیلم، وجهی سرگرم‌کننده نیز پیدا می‌کند. این فیلم را دو نفر روایت می‌کنند. یکی نصرت کریمی است که از تهران قدیم صحبت می‌کند و دیگری مسعود بخشی نویسنده و کارگردان فیلم که ظاهراً دارد گزارش تهیهٔ فیلم ناتمام خود را به مقامات می‌دهد و مشکلات بی شمارش را در جریان ساختن فیلم شرح می‌دهد از جمله اینکه پنج سال منتظر صدور اجازه فیلمبرداری بوده‌است.
تهران انار ندارد به قول کارگردانش نه مستند است و نه داستانی بلکه فقط یک فیلم است
، فیلمی دربارهٔ وجوه مختلف شهر تهران، از تاریخ ۲۰۰ ساله‌اش گرفته تا مشکلات معاصرش، فیلم روایتی است از رشد قریه‌ای در شمال ری که بهترین محصولش اناری است که در هیچ شهر دیگری مثال و مانندی ندارد. فیلم با بیانی هجوآلود معضلات تهران امروز را پیش چشم مخاطب هدف خود یعنی ساکنان تهران می‌گذارد و مشکلات ریز و درشت شهر را در برهه‌های گوناگون زمانی بررسی و مقایسه می‌کند و تصویری پیش چشم بیننده می‌نهد که گویی ساختارهای مادی و اخلاقی جامعه‌ای روستایی در مقیاس یک متروپولیس غول آسا تکرار می‌شوند و این همه نه با بیان خشک و جدی معمول سینمای مستند بلکه با طنزی که بتوان مشکلات بزرگ ساکنان شهر را بیان کرد.
موسیقی و طنز از قابلیت‌هایی است که کارگردان برای دوری از شیوه‌های مرسوم ساخت فیلم مستند از آن‌ها بهره برده‌است. به گفته مسعود بخشی درنظرگرفتن ملاحظات اقتصادی اکران نیز در به‌کاربردن این تمهیدات بی‌تأثیر نبوده‌است و البته طنز و موسیقی به جهت‌دهی وجه انتقادی فیلم کمک شایانی کرده‌است. از منظر منتقدین بیشتر طنز فیلم مسعود بخشی طنزی کلامی است، به عبارت بهتر بسیاری از صحنه‌هایی که بار طنز دارند به دلیل کلامی است که روی آن شنیده می‌شود.
حضور سانسور چندین بار در طول فیلم یادآوری می‌شود به ویژه هنگام نمایش مستندهای قدیمی که به دلیل حساسیت سیاسی یا اخلاقی سانسورچی، فیلم‌های قدیمی قطع شده و تصویر لابراتوار فیلم و مرمت دو سر نوار سلولوئید قطع شده بر روی دستگاه مونتاژ نمایش داده می‌شود.

### طنز، موسیقی
در بخشی از فیلم کارگردان با معرفی دو شخصیت «بابک جان» و «مهندس محبی» که هر دو به کار ساخت و ساز مسکن در تهران اشتغال دارند به معضل برج‌سازی در تهران اشاره می‌کند و با توضیحاتی طنزآلود پیرامون تراکم، رکود و رونق در بازار مسکن کنایه‌های خود را بیان می‌کند و در بخشی دیگر از فیلم با اشاره به صنعت خودروسازی ایران تصاویر کارخانه را با ترانه فولکور ماشین مشتی ممدلی همراه می‌کند. به جز اقتصاد و اجتماع تهران انار ندارد گوشه چشمی نیز به سیاست دارد و تجدد و جریان اصلاحات را از تهران قدیم تا اصلاحات سال‌های اخیر دنبال می‌کند و هردو را دست می‌اندازد. لحن طنز و ضرب آهنگ موسیقی در سراسر فیلم یکسان و یکنواخت نیست و حتی در دقایقی از پایان فیلم که به پیش‌بینی فاجعه زلزله قریب‌الوقوع و مهیب تهران اختصاص می‌یابد کمابیش حذف می‌شود.

## اکران، فروش
اکران تهران انار ندارد به‌عنوان نخستین فیلم مستندی که بعد از انقلاب ۱۳۵۷ در ایران اکران عمومی می‌شد، ابتدا برای ۲۷ خرداد ۱۳۸۸ برنامه‌ریزی شده بود ولی عملاً در ۳ تیر همان سال به پرده سینماها رسید. فیلم ابتدا در ۳ سینمای آزادی، سپیده و مجموعه فرهنگی اسوه به نمایش درآمد، سپس به علت استقبال خوب تماشاگران سالن نمایش موزه سینما، پردیس سینمایی زندگی و ملّت نیز به این جمع افزوده شدند. فارغ از مسایل اقتصادی، نفس اکران عمومی فیلم مستند در فضای سینمای ایران اتّفاق بی‌سابقه و مهمی است، که به عقیده منتقدان می‌تواند سرفصل تازه‌ای برای سینمای مستند و ارتباطش با مخاطب باشد. با این حال نمایش عمومی فیلم نیز با استقبال و فروش خوبی در ژانر خودش همراه بوده به طوری که تا پایان ۱۹ تیر ۱۳۸۸ به رقمی بیش از ۱۶ میلیون تومان رسیده‌است و گفته می‌شود اکران فیلم تا زمانی که مخاطبی داشته باشد ادامه می‌یابد.

## جوایز و جشنواره‌ها

### جوایز
- برنده جایزه بهترین کارگردانی از جشن خانه سینمای ایران.[۱۰]
- برنده جایزه بهترین کارگردانی از جشنواره فجر.[۱۷]
- لوح سیمین جایزه بزرگ شهید آوینی.[۳۰]
- جایزه تماشاگران جشنواره سینما حقیقت.[۳۰]
- کاندید دریافت جایزه بهترین مستند سال از مرکز مستقل فیلم نیویورک.[۳۰]

### جشنواره‌ها
- ۳۶امین جشنواره فیلم روتردام هلند.
- ۲۰امین جشنواره فیلم مستند آمستردام (ایدفا).
- ۵۱امین جشنواره بین‌المللی فیلم کرک، ایرلند.
- جشنواره فیلم مستند استانبول، ۲۰۰۷.
- ۱۳امین جشنواره فیلم‌های ایرانی، بوستون.
- سینما-حقیقت، جشنواره فیلم مستند ایران، ۲۰۰۷.
- فستیوال سینما−شرق در نیویورک ،۲۰۰۷.[۳۱]
- جشنواره بین‌المللی فیلم داک پوینت، هلسینکی.
- جشنواره بین‌المللی فیلم مستند هدت داکس، کانادا.
- جشنواره بین‌المللی فیلم‌های شهری، ایران، ۲۰۰۹.[۳۲]